# Bundesstraße 455
Pour les articles homonymes, voir Route 455.
La Bundesstraße 455 est une Bundesstraße du Land de Hesse.

## Géographie
La B 455 commence au pont Theodor-Heuss qui traverse le Rhin entre Cassel, un quartier de Wiesbaden (sur la rive droite) et Mainz-Altstadt, la vieille ville de Mayence (sur la rive gauche). Elle traverse la banlieue de Wiesbaden en direction nord-est en direction du Taunus. Dans le Taunus, la B 455 croise la Bundesautobahn 3 et continue à travers Eppstein et Königstein im Taunus au croisement avec la Bundesstraße 8 puis l'Opel-Zoo et Kronberg im Taunus en direction d'Oberursel. Elle contourne Oberursel qu'elle traversait à l'origine puis change pour l'A 661. La section de l'A 661 du début à la jonction de Bad Homburg vor der Höhe et la section de l'A 5 de la jonction de Bad Homburg à la sortie de Friedberg remplacent maintenant la Bundesstraße. La route continue en passant par l'arrondissement de Wetterau à travers Rosbach vor der Höhe, Friedberg et Wölfersheim. Après Harb, quartier de Nidda, la B 455 mène à Schotten.

## Source
- (de) Cet article est partiellement ou en totalité issu de l’article de Wikipédia en allemand intitulé « Bundesstraße 455 » (voir la liste des auteurs).